# Hypothyris lema
Hypothyris lema är en fjärilsart som beskrevs av Brown 1977. Hypothyris lema ingår i släktet Hypothyris och familjen praktfjärilar. Inga underarter finns listade i Catalogue of Life.